# Lubang
Lubang é um município de  quarta classe de renda municipal (d) na província Ocidental Mindoro, nas Filipinas. De acordo com o censo de 1 de maio  de  2020 possui uma população de 17 437 pessoas e 4 680 domicílios.